# Glasgow smile

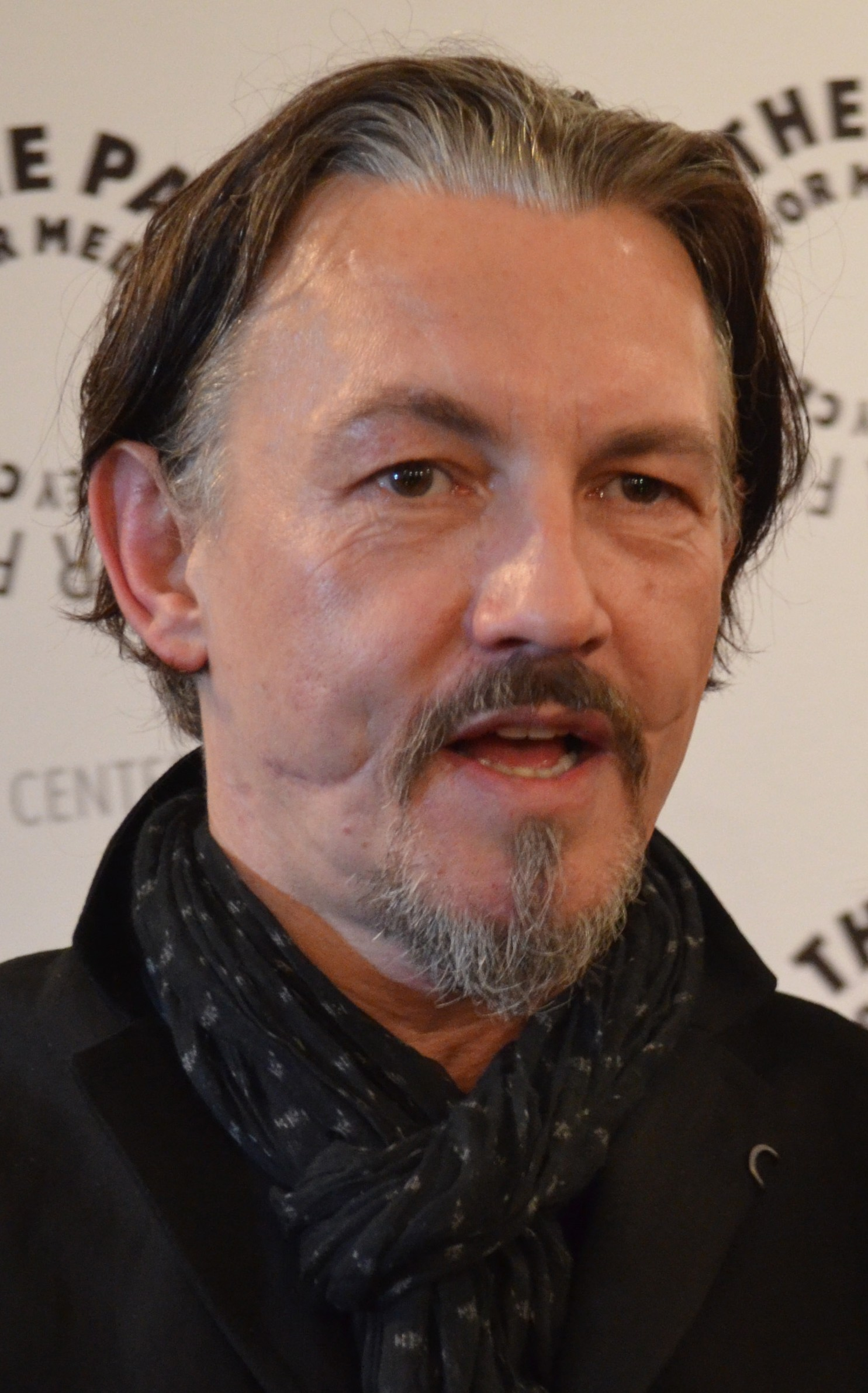
De Schots acteur Tommy Flanagan heeft de littekens van een Glasgowse glimlach nadat hij buiten een bar in Glasgow is aangevallen

Een Glasgow smile (ook bekend als Chelsea smile, of een Glasgow, Chelsea, Huyton, A buck 50 of Cheshire grin) is een wond die wordt veroorzaakt door het maken van een snee van de mondhoeken van een slachtoffer tot aan de oren, waardoor een litteken achterblijft in de vorm van een glimlach.
De handeling wordt meestal uitgevoerd met een mes of een stuk gebroken glas, waardoor een litteken achterblijft waardoor het lijkt alsof het slachtoffer breed lacht. De praktijk is ontstaan in Glasgow in de jaren 1920 en 1930 onder straatboeven. Bendes gebruikten het vaak als waarschuwing om geen confrontatie op te zoeken.